# ناو جنگی ژاپنی فوجی یاما

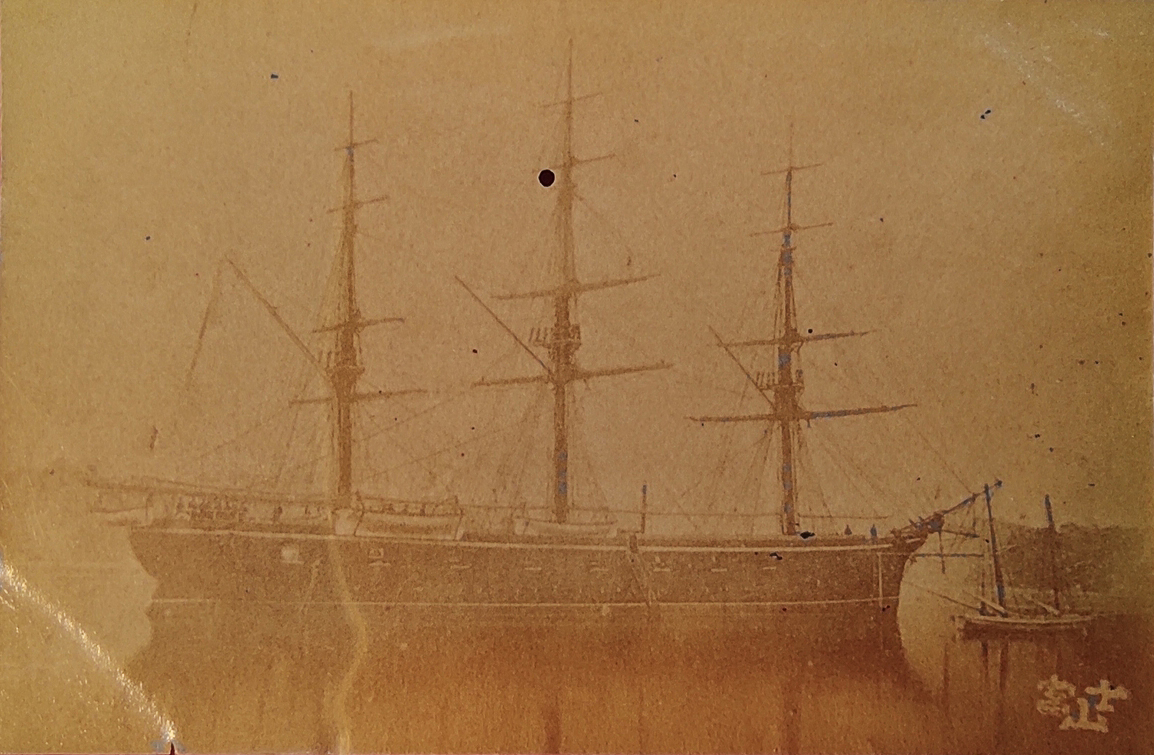

ناو جنگی ژاپنی فوجی یاما (به ژاپنی: 富士山))، یک ناوچه بخار ژاپنی بود که توسط شوگون‌سالاری توکوگاوا در طول دوره باکوماتسو بلافاصله قبل از بازسازی می‌جی به دست آمد. او در شهر نیویورک نیویورک، ایالات متحده آمریکا، در سال ۱۸۶۴ ساخته شد.